# Eleição municipal de Cuiabá em 2020
As eleições municipais no município de Cuiabá em 2020 ocorreram no dia 15 de novembro (primeiro turno) e em 29 de novembro (segundo turno), com o objetivo de eleger um prefeito, um vice-prefeito e 25 vereadores, que serão responsáveis pela administração da cidade. O atual prefeito é Emanuel Pinheiro (MDB), concorreu a reeleição.
Originalmente, as eleições dar-se-iam, respectivamente, aos 4 de outubro (primeiro turno) e aos 25 de outubro (segundo turno), porém, com o agravamento da pandemia de Covid-19 (doença causada pelo novo coronavírus), o pleito foi adiado com a promulgação da Emenda Constitucional nº 107/2020
Em 29 de novembro de 2020, Emanuel Pinheiro (MDB) foi reeleito acirradamente prefeito com 99,10% de urnas apuradas e 51,17% de votos válidos. foi uma das disputas mais acirradas das eleições 2020.

## Contexto político e pandemia
As eleições municipais de 2020 foram marcadas, antes mesmo de iniciada a campanha oficial, pela pandemia de Covid-19, o que está fazendo com que os partidos remodelem suas metodologias de pré-campanha. O Tribunal Superior Eleitoral (TSE) autorizou os partidos a realizarem as convenções para escolha de candidatos aos escrutínios por meio de plataformas digitais de transmissão, para evitar aglomerações que possam proliferar o vírus.
Além disso, a partir deste pleito, entra em prática a Emenda Constitucional 97/2017, que proíbe a celebração de coligações partidárias para as eleições legislativas.
No que tange ao cenário político local, a eleição teve, como destaque negativo, o "escândalo do paletó", que compromete a candidatura à reeleição do atual prefeito, flagrado na sala do chefe de gabinete do então governador Silval Barbosa enchendo os bolsos do paletó com maços de dinheiro. Tal episódio, segundo o articulista Pedro Pinto de Oliveira (portal PNB Online), pode tirar, inclusive, o mandatário do segundo turno. Nas palavras de Oliveira, "O eleitor cuiabano que repudia a candidatura à reeleição de Emanuel Pinheiro na verdade repudia a corrupção", pois de acordo com o mesmo, nenhum eleitor, salvo aquele que seria "cúmplice" de tal ilícito, dará o seu voto para continuidade da falta de decência e honestidade para qualquer político sob suspeição. 

## Candidatos[7]
| Nº | Candidato(a)              | Partido  | Vice                            | Coligação |
| -- | ------------------------- | -------- | ------------------------------- | --- |
| 13 | Julier Sebastião da Silva | PT       | Vera Bertoline (PT)             | Sem coligação |
| 15 | Emanuel Pinheiro          | MDB      | José Roberto Stopa (PV)         | "A Mudança Merece Continuar" - MDB - PMB - PTC - Solidariedade - PV - Republicanos - PL - PSDB - PTB - PP - PCdoB |
| 17 | Aécio Rodrigues           | PSL      | Vinicius Miranda(PRTB)          | "Cuiabá Precisa de Mais" - PSL - PRTB                                                                             |
| 19 | Abílio Júnior             | PODE     | Felipe Wellaton (Cidadania)     | "Cuiabá para Pessoas" - PODE - Cidadania - PSC                                                                    |
| 30 | Pedro Henrique Grando     | NOVO     | Alvani Laurindo(NOVO)           | Sem coligação |
| 50 | Gilberto Lopes Filho      | PSOL     | Itei Daltro (PSOL)              | Sem coligação |
| 51 | Roberto França            | Patriota | Marcelo Bussiki (DEM)           | "Todos por Cuiabá" - Patriota - DEM - PSD                                                                         |
| 90 | Gisela Simona             | PROS     | Maestro Fabrício Carvalho (PDT) | "Mãos Limpas e Unidas por Cuiabá" - PROS - PDT - REDE - Avante                                                    |

## Debates televisionados

### Segundo turno
| Data       | Organizador(es)   | Emanuel Pinheiro (MDB) | Abílio Júnior (PODE) |
| ---------- | ----------------- | ---------------------- | -------------------- |
| 27/11/2020 | TV Vila Real      | Presente               | Presente             |
| 27/11/2020 | TV Centro América | Presente               | Presente             |

## Resultados

### Prefeitura

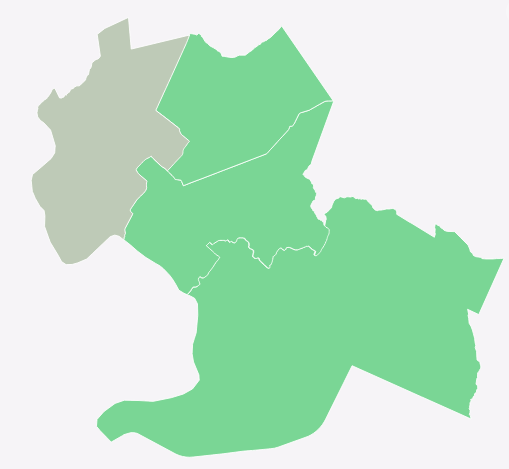
Emanuel Pinheiro ganhou em 3 zonas eleitorais, Abílio ganhou em apenas 1

Fonte: TSE
| Candidato(a)                  | Vice                        | 1º turno 15 de novembro de 2020 | 1º turno 15 de novembro de 2020 | 2º turno 29 de novembro de 2020 | 2º turno 29 de novembro de 2020 |
| Candidato(a)                  | Vice                        | Votos                           | Porcentagem                     | Votos                           | Porcentagem                     |
| ----------------------------- | --------------------------- | ------------------------------- | ------------------------------- | ------------------------------- | ------------------------------- |
| Abilio Júnior (PODE)          | Felipe Wellaton (Cidadania) | 90.631                          | 33,72%                          | 129.777                         | 48,85%                          |
| Emanuel Pinheiro (MDB)        | José Roberto Stopa (PV)     | 82.367                          | 30,64%                          | 135.871                         | 51,15%                          |
| Gisela Simona (PROS)          | Fabrício Carvalho (PDT)     | 52.191                          | 19,42%                          | Não participaram                | Não participaram                |
| Roberto França (Patriota)     | Marcelo Bussiki (DEM)       | 25.523                          | 9,49%                           | Não participaram                | Não participaram                |
| Julier Sebastião da Silva(PT) | Vera Bertoline (PT)         | 8,409                           | 3,13%                           | Não participaram                | Não participaram                |
| Aécio Rodrigues (PSL)         | Vinicius Miranda (PRTB)     | 5.659                           | 2,11%                           | Não participaram                | Não participaram                |
| Paulo Henrique Grando (NOVO)  | Alvani Laurindo(NOVO)       | 2.815                           | 1,05%                           | Não participaram                | Não participaram                |
| Gilberto Lopes Filho (PSOL)   | Itei Daltro (PSOL)          | 1.216                           | 0,45%                           | Não participaram                | Não participaram                |
| Total de votos válidos        | Total de votos válidos      | 268.811                         | 100%                            | 265.648                         | 100%                            |
| → Votos válidos               | → Votos válidos             | 268.811                         | 91,17%                          | 265.648                         | 93,42%                          |
| → Votos brancos               | → Votos brancos             | 9.881                           | 3,35%                           | 6.325                           | 2,22%                           |
| → Votos nulos                 | → Votos nulos               | 16.169                          | 5,48%                           | 12.379                          | 4,35%                           |
| Total de votos                | Total de votos              | 294.861                         | 100%                            | 284.352                         | 100%                            |

### Vereador
No dia 15 de novembro de 2020, 25 candidatos foram eleitos para a Câmara Municipal de Cuiabá, sendo apenas 11 reeleitos: Adevair Cabral (PTB), Chico 2000 (PL), Juca do Guaraná Filho (MDB), Lilo Pinheiro (PDT), Marcrean Santos (PP), Mario Nadaf (PV), Sargento Joelson (SD), Wilson Kero Kero (PODE), Dilemario Alencar (PODE), Diego Guimarães (Cidadania) e Renivaldo Nascimento (PSDB). Foram eleitas duas mulheres.Os candidatos com o maior número de votos foram Diego Guimarães (Cidadania) e Marcrean Santos (PP), com 4.179 e 3.729 votos, respectivamente. O Cidadania foi o que elegeu mais nomes para o cargo de vereador de Cuiabá, com 3 candidatos no total.
| Candidato(a)         | Partido       | Votação     | Votação |
| Candidato(a)         | Partido       | Porcentagem | Total   |
| -------------------- | ------------- | ----------- | ------- |
| Diego Guimarães      | Cidadania     | 1,55%       | 4.179   |
| Marcrean Santos      | PP            | 1,38%       | 3.729   |
| Adevair Cabral       | PTB           | 1,34%       | 3.622   |
| Demilson Nogueira    | PP            | 1,21%       | 3.270   |
| Marcus Brito Jr      | PV            | 1,18%       | 3.194   |
| Dilemário Alencar    | PODE          | 1,13%       | 3.052   |
| Eduardo Magalhães    | Republicanos  | 1,11%       | 2.996   |
| Edna Sampaio         | PT            | 1,08%       | 2.902   |
| Michelly Alencar     | DEM           | 1,21%       | 2.841   |
| Renivaldo Nascimento | PSDB          | 0,97%       | 2.606   |
| Mauro Nadaf          | PV            | 0,90%       | 2.434   |
| Sargento Joelson     | Solidariedade | 0,82%       | 2.199   |
| Didimo Vovô          | PSB           | 0,79%       | 2.122   |
| Doutor Luiz Fernando | REP           | 0,76%       | 2.060   |
| Pastor Jeferson      | PSD           | 0,76%       | 2.045   |
| Juca do Guaraná      | MDB           | 0,75%       | 2.021   |
| Ten Cel Paccola      | Cidadania     | 0,75%       | 2.009   |
| Rodrigo Arruda e Sá  | Cidadania     | 0,74%       | 2.000   |
| Paulo Henrique       | PV            | 0,70%       | 1.884   |
| Wilson Nonato Silva  | PSL           | 0,65%       | 1.794   |
| Lilo                 | PDT           | 0,65%       | 1.757   |
| Cezinha Nascimento   | PSL           | 0,61%       | 1.648   |
| Kassio Coelho        | PATRIOTA      | 0,55%       | 1.488   |
| Sargento Vidal       | PROS          | 0,53%       | 1.424   |
| Chico 2000           | PL            | 0,48%       | 1.281   |